# Circonscription de Montdidier (IIIe République)
La circonscription de Montdidier était, sous la Troisième République, une circonscription législative française de la Somme.

## Description géographique et démographique

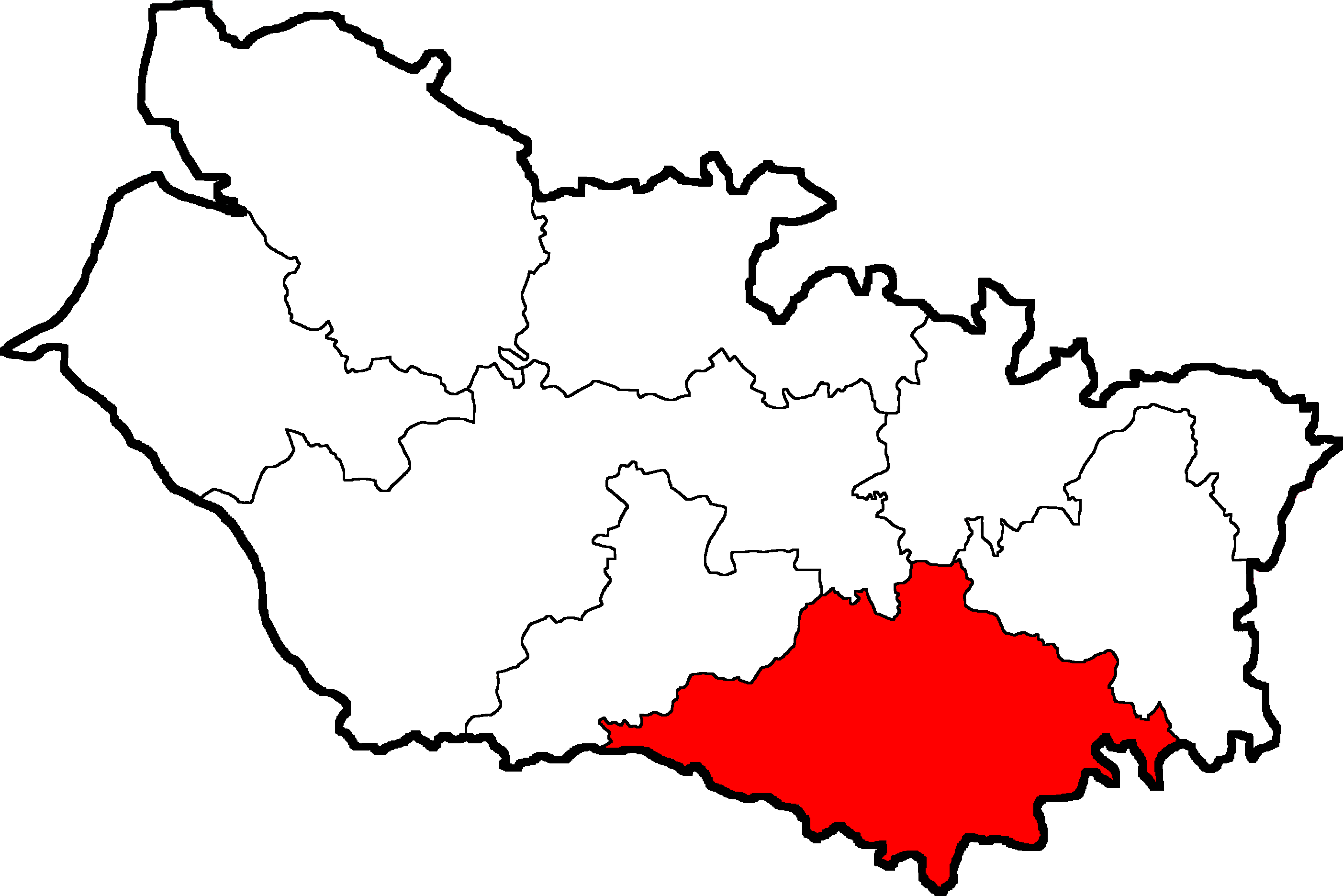
Circonscription en 1876.

Elle fut créée avec loi organique du 30 novembre 1875 pour l'élection législative de 1876 et sera active de 1876 à 1885, puis de 1889 à 1919 et enfin de 1928 à 1940. 
Elle est délimitée par les cantons de l'arrondissement de Montdidier :
- Canton d'Ailly-sur-Noye
- Canton de Moreuil
- Canton de Montdidier
- Canton de Rosières-en-Santerre
- Canton de Roye

Avec la fin de la Troisième République et les pleins pouvoirs confiés au maréchal Philippe Pétain, les circonscriptions législatives sont supprimées, le 10 juillet 1940.

## Historique des députations

### 1876 - 1885
| Législature      | Début           | Fin             | Député                | Parti / Idéologie | Parti / Idéologie  | Observation                                                                                   |
| ---------------- | --------------- | --------------- | --------------------- | ----------------- | ------------------ | --------------------------------------------------------------------------------------------- |
| Ire législature  | 8 mars 1876     | 25 juin 1877    | Gustave-Louis Jametel |                   | Union républicaine | Mandat écourté à la suite d'une dissolution parlementaire décidée par le président Mac Mahon. |
| IIe législature  | 7 novembre 1877 | 27 octobre 1881 | Gustave-Louis Jametel |                   | Union républicaine |                                                                                               |
| IIIe législature | 28 octobre 1881 | 9 novembre 1885 | Gustave-Louis Jametel |                   | Union républicaine |                                                                                               |

Les députés de la IVe législature (1885-1889) ont été élus au scrutin de liste majoritaire départementales. 

### 1889 - 1919
| Législature       | Début            | Fin             | Député             | Parti / Idéologie | Parti / Idéologie | Observation                                         |
| ----------------- | ---------------- | --------------- | ------------------ | ----------------- | ----------------- | --------------------------------------------------- |
| Ve législature    | 12 novembre 1889 | 18 janvier 1893 | Charles Descaure   |                   | Conservateur      | Décédé en cours de mandat                           |
| Ve législature    | 26 mars 1893     | 14 octobre 1893 | Ernest Leroy       |                   | Radical           | Élu lors d'une élection partielle le 26 mars 1893   |
| VIe législature   | 8 décembre 1895  | 30 juin 1895    | Ernest Leroy       |                   | Radical           | Décédé en cours de mandat                           |
| VIe législature   | 4 février 1896   | 31 mai 1898     | Henri Hennard      |                   | Radical           | Élu lors d'une élection partielle le 4 février 1896 |
| VIIe législature  | 1er juin 1898    | 31 mai 1902     | Louis-Lucien Klotz |                   | Radical           |                                                     |
| VIIIe législature | 1er juin 1902    | 31 mai 1906     | Louis-Lucien Klotz |                   | Parti radical     |                                                     |
| IXe législature   | 1er juin 1906    | 31 mai 1910     | Louis-Lucien Klotz |                   | Parti radical     |                                                     |
| Xe législature    | 1er juin 1910    | 31 mai 1914     | Louis-Lucien Klotz |                   | Parti radical     |                                                     |
| XIe législature   | 1er juin 1914    | 7 décembre 1919 | Louis-Lucien Klotz |                   | Parti radical     |                                                     |

Les députés des XIIe (1919-1924) et XIIIe législature (1924-1928) ont été élus au scrutin à système mixte majoritaire-proportionnel dans le cadre du département, adopté par la loi du 12 juillet 1919.

### 1928 - 1940
| Législature      | Début           | Fin              | Député              | Parti | Parti                 | Observation                                          |
| ---------------- | --------------- | ---------------- | ------------------- | ----- | --------------------- | ---------------------------------------------------- |
| XIVe législature | 1er juin 1928   | 28 novembre 1929 | Pierre de Lupel     |       | Alliance démocratique | Décédé en cours de mandat                            |
| XIVe législature | 23 février 1930 | 31 mai 1932      | Rodolphe Tonnellier |       | SFIO                  | Élu lors d'une élection partielle le 23 février 1930 |
| XVe législature  | 1er juin 1932   | 31 mai 1936      | Rodolphe Tonnellier |       | SFIO                  |                                                      |
| XVIe législature | 1er juin 1936   | 9 juillet 1940   | Michel Brille       |       | Alliance démocratique |                                                      |

## Historique des élections
Voici la liste des résultats des élections législatives dans la circonscription de 1876 à 1936 : 